# St. Nikolaus (Zwackau)

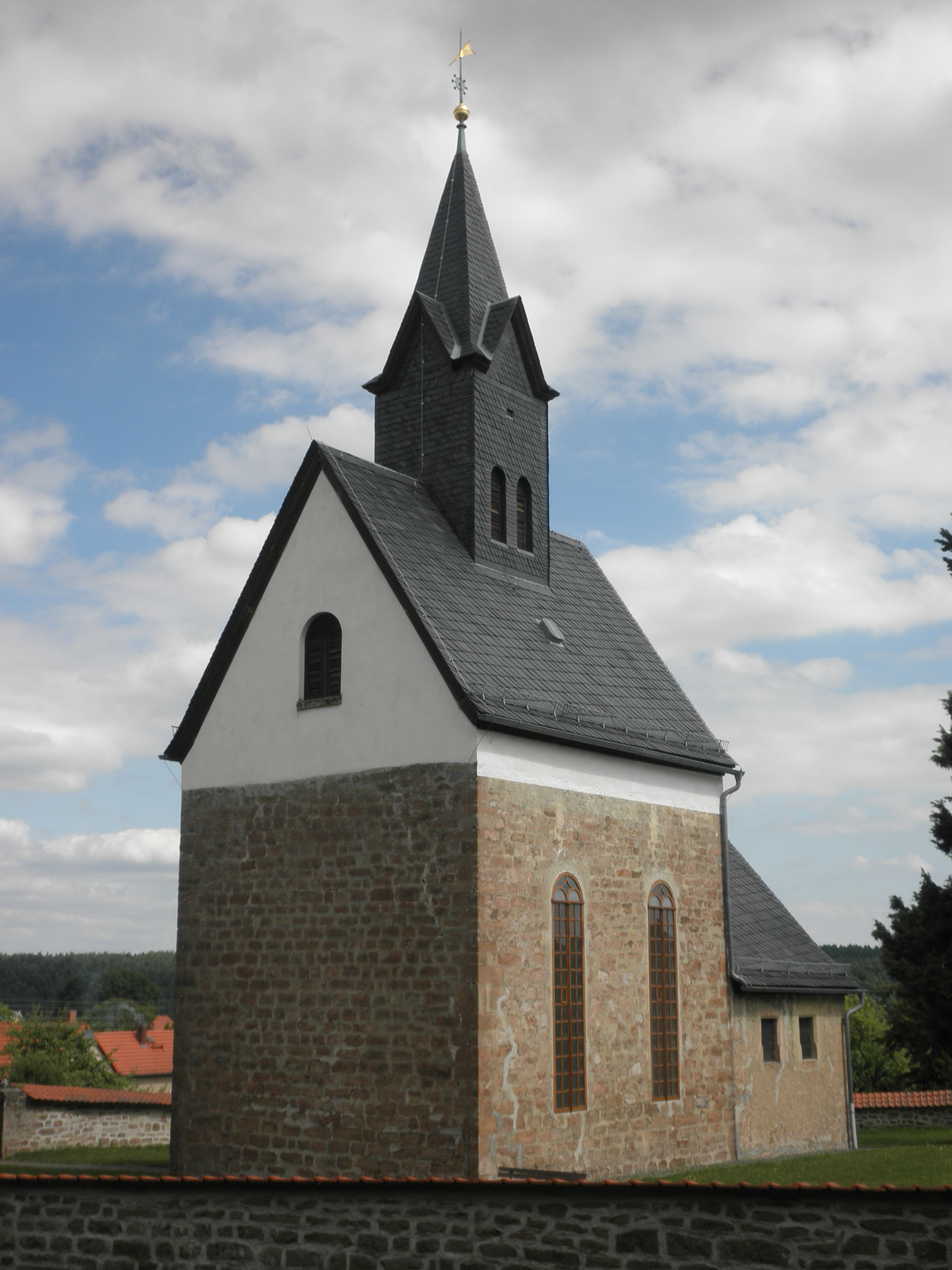
St. Nikolaus

Die evangelisch-lutherische denkmalgeschützte Kirche St. Nikolaus steht in Zwackau, einem Ortsteil der Gemeinde Rosendorf im Saale-Orla-Kreis in Thüringen. Die Kirchengemeinde Zwackau gehört zum Pfarrbereich Pillingsdorf im Kirchenkreis Schleiz der Evangelischen Kirche in Mitteldeutschland.

## Beschreibung
Ausgrabungen des Landesamtes für Denkmalpflege in Erfurt ergaben, dass schon vor 1200 eine als Turmbau angelegte Kapelle bestand. Sie wurde um 1200 durch den Anbau einer kleinen Apsis zur Aufnahme des Altars erweitert. Sie wurde im 15. Jahrhundert durch einen niedrigen rechteckigen Chor ersetzt. Dort wurden im 17. Jahrhundert eine Kassettendecke und die untere Empore eingebaut. Die Kassettendecke im Kirchenschiff ist wesentlich jünger. Der Bau hat Bogenfenster und ist mit einem schiefergedeckten Satteldach bedeckt, aus dem sich ein Dachreiter erhebt. In diesem hängen zwei Gussstahlglocken, die 1920 und 1962 in Apolda gegossen wurden. 
Der mit einer Kassettendecke überspannte Innenraum hat zweigeschossige Emporen. An der Westwand sind Reste von Wandmalereien vorhanden. Zur Kirchenausstattung gehören ein kleiner Altar, der die Jahreszahl 1701 trägt, und ein Taufengel aus dem 16. Jahrhundert, der einen Kranz hält, in den die Taufschale eingesetzt wird. Eine verhältnismäßig große Kanzel von 1619 steht im Triumphbogen. An der Nordseite ist ein kleines Kruzifix des 14. Jahrhunderts erhalten. Eine Orgel befindet sich nicht in der Kirche, aber ein Harmonium der Fa. O. Lindholm.